# If You Gotta Go, Go Now
«If You Gotta Go, Go Now» es una canción del músico estadounidense Bob Dylan. Compuesta en 1964, la canción fue originalmente publicada como sencillo a través de una versión del grupo británico The Liverpool Five en julio de 1965. Otro grupo británico, Manfred Mann, grabó otra versión publicada como sencillo en septiembre del mismo año que alcanzó el puesto dos en la lista UK Singles Chart.

## Historia
Dylan comenzó a grabar «If You Gotta Go, Go Now» el 13 de enero de 1965, durante la primera sesión de Bringing It All Back Home. De las dos tomas completadas, Dylan no llegó a utilizar ninguna para el álbum. El 15 de enero, varios músicos sin identificar fueron llevados al estudio de grabación para sobregrabar varios instrumentos en la cinta del 13 de enero. Esto fue repetido el 21 de mayo, cuando dos tomas fueron publicadas: la cinco como sencillo y la siete en The Bootleg Series. El propio Dylan publicó una versión de estudio como sencillo solo en los Países Bajos en 1967, que no entró en ninguna lista de éxitos. Ninguna versión de la canción fue publicada en los Estados Unidos o en el Reino Unido hasta el lanzamiento de The Bootleg Series Volumes 1–3 (Rare & Unreleased) 1961–1991, que incluyó una versión diferente a la usada como sencillo. La canción también apareció en The Bootleg Series Vol. 6: Bob Dylan Live 1964, Concert at Philharmonic Hall, aunque en una versión acústica y en directo. British folk band Fairport Convention covered the song with a French title as ‘Si tu dois partir’.